# (3843) OISCA
(3843) OISCA est un astéroïde de la ceinture principale et plus spécifiquement du groupe de Hilda.

## Description
(3843) OISCA est un astéroïde du groupe de Hilda. Il présente une orbite caractérisée par un demi-grand axe de 3,99 UA, une excentricité de 0,14 et une inclinaison de 3,9° par rapport à l'écliptique.

## Nommage
L'objet est nommé d'après l'OISCA, Organisation internationale d'amitié de la culture spirituelle, à qui appartient l'Observatoire Gekko. 

## Compléments